# Niko Peleshi

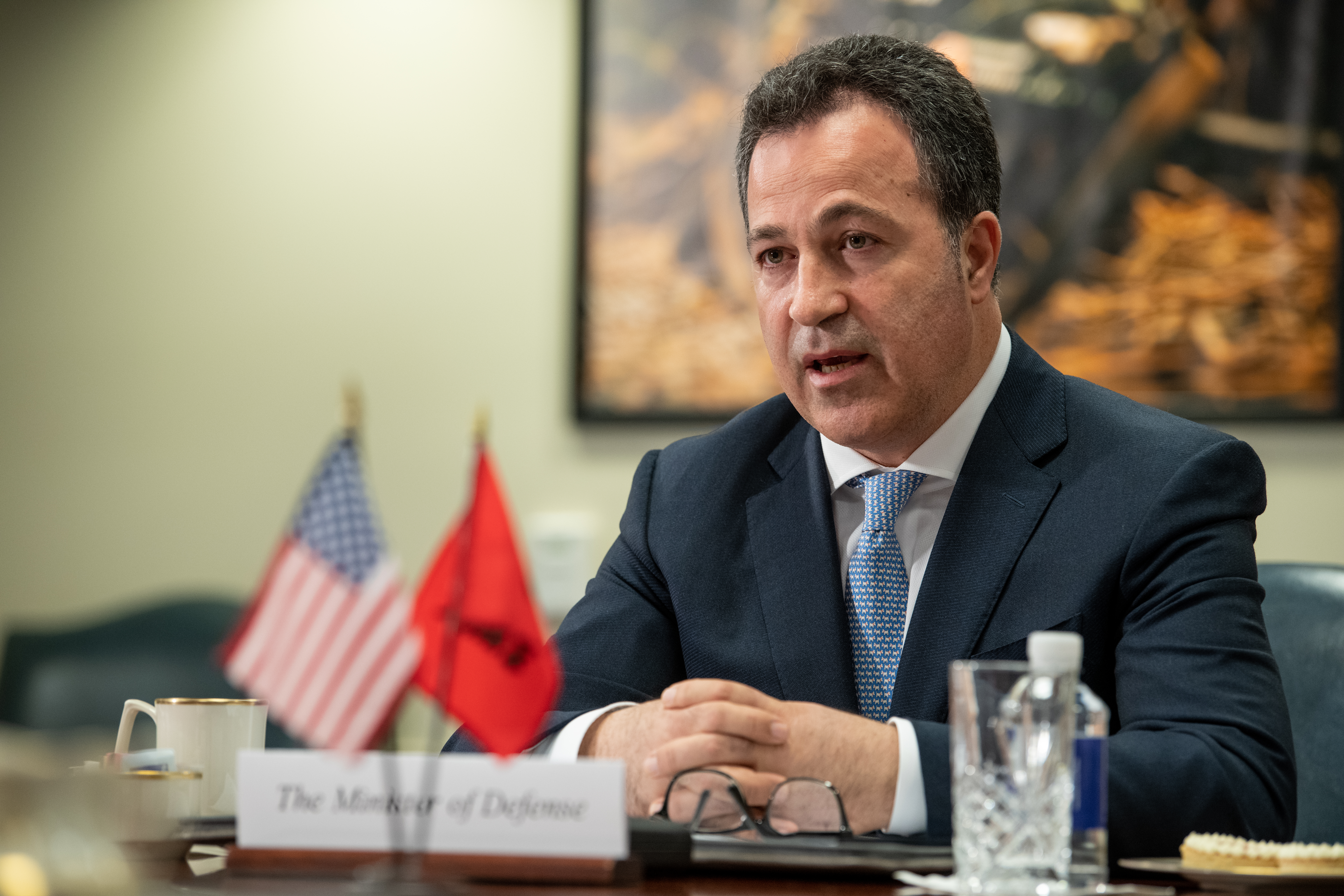
Niko Peleshi 2023 im Pentagon

Niko Aleks Peleshi (* 11. November 1970 in Korça) ist ein albanischer Politiker (PS). Von 2013 bis 2017 hatte er das Amt des stellvertretenden Ministerpräsidenten im Kabinett Rama I inne. Im Kabinett Rama II war er von September 2017 bis Dezember 2018 Minister für Landwirtschaft und ländliche Entwicklung und ab Januar 2021 – auch im Kabinett Rama III – Verteidigungsminister.

## Ausbildung
Peleshi schloss 1989 das Gymnasium Raqi Qirinxhi in seiner Geburtsstadt Korça mit sehr guten Noten ab. Danach studierte er Elektrotechnik an der Polytechnischen Universität Tirana.
Nach seinem Studium arbeitete er zunächst im Gewerbewesen von Korça, bevor er im Jahr 2001 eine Stelle in der Stadtverwaltung (Bashkia) antrat. Er leitete bis 2004 das Büro für Handel und Industrie.

## Politische Laufbahn

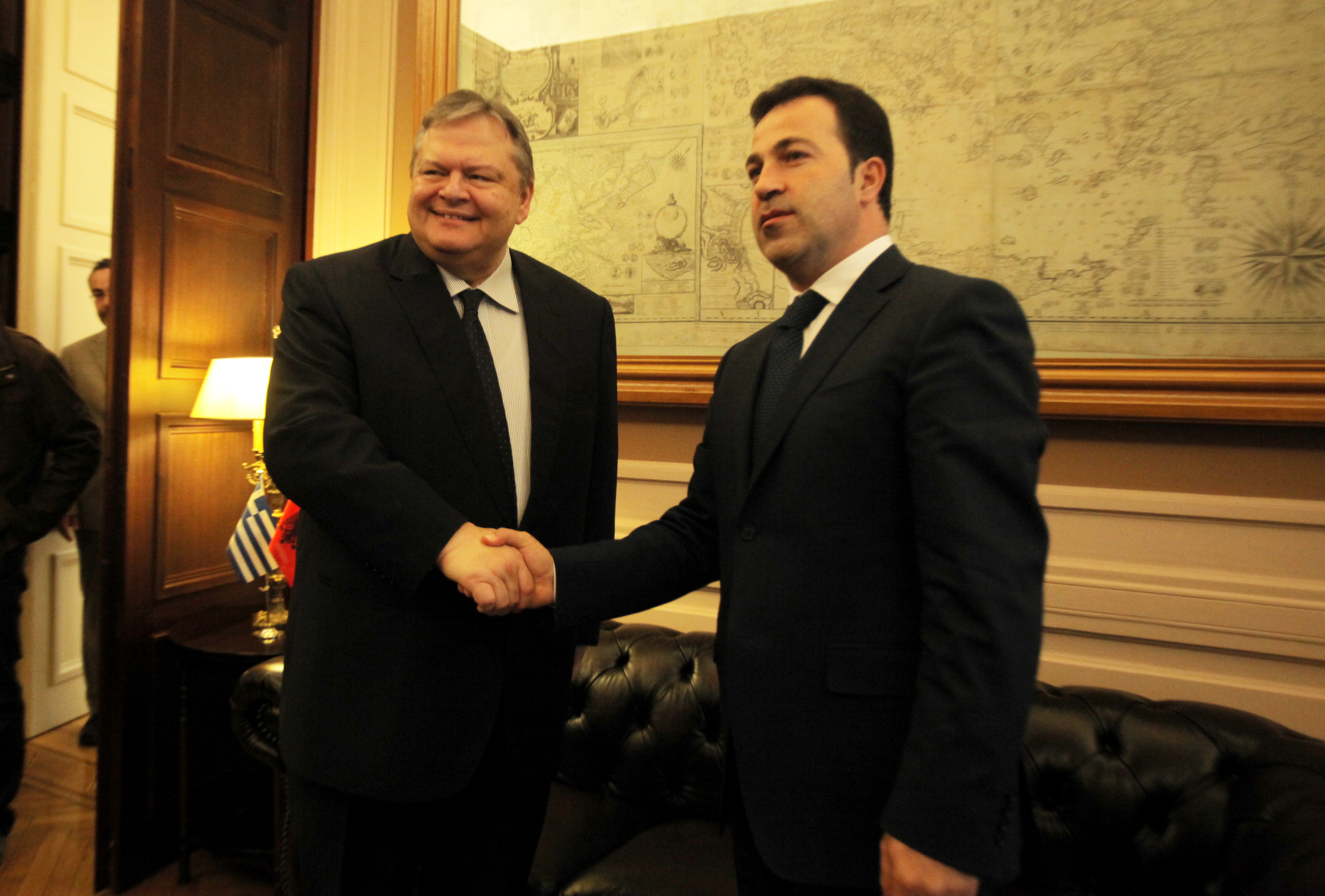
Niko Peleshi (rechts) während eines Treffens mit dem damaligen griechischen Außenminister Evangelos Venizelos in Athen im November 2013

Peleshis politische Karriere begann im Oktober 2004, als er zum Präfekten des Qarks Korça ernannt wurde und dieses Amt für ein Jahr ausüben konnte. Anschließend wurde er zum Vorsitzenden der Sozialistischen Partei in der Stadt Korça gewählt.
Niko Peleshi trat im Februar 2007 bei den Kommunalwahlen als Kandidat zum Bürgermeister von Korça an. Er wurde dabei von seiner Mitgliedspartei sowie von vier weiteren sozialdemokratischen und einer liberalen Partei unterstützt. Peleshi konnte rund 57 Prozent der Stimmen auf sich vereinen und gewann somit gegen den Kandidaten der Demokratischen Partei, Gjergji Papa. 2011 wurde er für eine zweite Amtszeit bestätigt.
Seit 2012 ist Niko Peleshi im Parteivorstand der Sozialistischen Partei Albaniens vertreten.
Im Jahr 2013 wurde Peleshi in den Kongress der Gemeinden und Regionen des Europarates gewählt und ist einer von vier Vertretern Albaniens.
Am 7. September 2013 trat Niko Peleshi von seinem Amt als Bürgermeister von Korça zurück, um am 15. September zum Stellvertreter des neu gewählten Ministerpräsidenten Edi Rama vom Kuvendi i Shqipërisë gewählt und vom Präsidenten vereidigt zu werden.
Im Mai 2017 wurde er durch die parteilose Ledina Mandija ersetzt, nachdem Sozialisten und Demokraten vereinbart hatten, dass die Opposition sieben neue Minister für eine „technische Regierung“ ernennen kann, um eine korrekte Durchführung der Wahlen sicherzustellen.
Nach den Neuwahlen im Sommer 2017 wurde ihm im Kabinett Rama II das Ministerium für Landwirtschaft und ländliche Entwicklung übertragen. Nach einer Phase längerer Studentenproteste entließ Rama am 28. Dezember 2018 acht Minister. Zu den entlassenen Ministern gehörte auch Niko Peleshi. Rama erklärte den Wechsel in Hinblick auf die anstehenden Lokalwahlen im Juni 2019.
Anfang Januar 2021 übernahm Peleshi das Verteidigungsministerium von Olta Xhaçka, die neue Außenministerin wurde. Peleshi blieb auch nach den Wahlen 2021 in der neuen Regierung Verteidigungsminister.

## Privatleben
Niko Peleshi ist mit Amarda Peleshi verheiratet. Die beiden haben eine Tochter, Aleksia, und zwei Söhne, Stiv und Johan. Niko Peleshi spricht fließend Englisch und kann brüchig Deutsch und Griechisch.